# FUC ATR 110
De ATR 110, ook wel GelenkTriebWagen genoemd, is een dieselelektrisch treinstel met lagevloerdeel voor het regionaal personenvervoer van de Ferrovie Udine Cividale srl (FUC).

## Geschiedenis
Het treinstel werd ontworpen en gebouwd door Stadler Rail te Bussnang. Ferrovie Udine Cividale srl (FUC) gebruikt sinds 2006 twee treinstellen.

## Constructie en techniek
Het treinstel is opgebouwd uit een aluminium frame met een frontdeel van GVK. Het treinstel heeft een lagevloerdeel. Dit treinstel wordt aangedrijven door twee MAN dieselmotoren die iedere een dynamo met een elektromotor aandrijft. Deze treinstellen kunnen tot drie stuks gecombineerd rijden. De treinstellen zijn uitgerust met luchtvering.

## Treindiensten
De treinen worden door de Ferrovie Udine Cividale srl (FUC) ingezet op de traject: Udine - Cividale